# Apostolepis borellii
Espèce
Apostolepis borellii est une espèce de serpents de la famille des Dipsadidae.

## Répartition
Cette espèce se rencontre en Bolivie dans le département de Santa Cruz et au Brésil au Mato Grosso do Sul.

## Description
L'holotype mesure 197 mm de longueur totale dont 32 mm de queue.

## Étymologie
Cette espèce est nommée en l'honneur d'Alfredo Borelli.

## Publication originale
- Peracca, 1904 : Viaggio del Dr. A. Borelli nel Matto Grosso brasiliano e nel Paraguay, 1899. IX. Rettili ed amfibii. Bollettino dei Musei di zoologia e anatomia comparata della Università di Torino, vol. 19, no 460, p. 1-15 (texte intégral).